# Лугове (Білогірський район)
Лугове́ (до 1945 року — Кангил, крим. Qañğıl) — село в Україні, у Білогірському районі Автономної Республіки Крим.
Підпорядковане Русаківській сільській раді.
Відстань від райцентру до населеного пункта становить 14 кілометрів по прямій.